# Pont d'en Xandre
 (mars 2023).
Le pont d'en Xandre est un pont situé sur la rivière du Boulès, en France, à la limite des communes roussillonnaises de Boule-d'Amont côté ouest, et de Prunet-et-Belpuig à l'est.

## Description
Il est au nord du village de Boule d'Amont, à proximité du Moulín d'en Xandre.
Il est un des rares ponts romains restants dans le Roussillon. C'est un arc unique de 12 mètres de portée ; la culée rive gauche a près de 7 mètres de longueur, celle de la rive droite est de 3 mètres et se raccorde à un morceau de pont plus moderne. Sa largeur est de 3,2 mètres, mais les parapets de 0,5 mètre d'épaisseur ne laissent qu'un passage de 2,2 m. La hauteur de l'arc est d'environ 6 mètres. Les voussoirs formant l'arc sont en schiste ardoisier de couleur bleutée.